# Поплавский (Самарская область)
Попла́вский — посёлок в Кинельском районе Самарской области. Входит в состав сельского поселения Красносамарское.

## География
Посёлок находится на правом берегу реки Самара, на расстоянии примерно 27 км (по прямой) к юго-востоку от города Кинель, административного центра района.

### Часовой пояс
Посёлок Поплавский, как и вся Самарская область, находится в часовой зоне МСК+1. Смещение применяемого времени относительно UTC составляет +4:00.

## Население
| 2010 |
| ---- |
| 114  |

### Национальный состав
Согласно результатам переписи 2002 года, в национальной структуре населения русские составляли 90 % из 95 чел.